# Emirates American Football League 2016-2017
La Emirates American Football League 2016-2017 è stata la 5ª edizione del campionato emiratino di football americano di primo livello, organizzato dalla EAFL.
La finale è stata giocata il 17 marzo 2017.

## Squadre partecipanti
| Club                | Città     | Stadio | Sponsor ufficiale |
| ------------------- | --------- | ------ | ----------------- |
| Abu Dhabi Wildcats  | Abu Dhabi |        |                   |
| Al Ain Desert Foxes | al-'Ayn   |        |                   |
| Dubai Barracudas    | Dubai     |        |                   |
| Dubai Stallions     | Dubai     |        |                   |

## Stagione regolare

### Calendario

#### 1ª giornata
| 25 novembre 2016 | Al Ain Desert Foxes | 0 – 7 | Dubai Stallions |  |

| 25 novembre 2016 | Abu Dhabi Wildcats | 28 – 12 | Dubai Barracudas |  |

#### 2ª giornata
| 9 dicembre 2016 | Al Ain Desert Foxes | 14 – 6 | Dubai Barracudas |  |

| 9 dicembre 2016 | Abu Dhabi Wildcats | 20 – 15 | Dubai Stallions |  |

#### 3ª giornata
| 13 gennaio 2017 | Al Ain Desert Foxes | 6 – 12 | Abu Dhabi Wildcats |  |

| 13 gennaio 2017 | Dubai Stallions | 12 – 32 | Dubai Barracudas |  |

#### 4ª giornata
| 27 gennaio 2017 | Dubai Stallions | 0 – 24 | Al Ain Desert Foxes |  |

| 27 gennaio 2017 | Dubai Barracudas | 6 – 25 | Abu Dhabi Wildcats |  |

#### 5ª giornata
| 3 febbraio 2017 | Dubai Stallions | 0 – 1 (a tavolino) | Abu Dhabi Wildcats |  |

| 3 febbraio 2017 | Dubai Barracudas | 21 – 0 | Al Ain Desert Foxes |  |

#### 6ª giornata
| 17 febbraio 2017 | Dubai Barracudas | 13 – 2 | Dubai Stallions |  |

| 17 febbraio 2017 | Abu Dhabi Wildcats | 0 – 14 | Al Ain Desert Foxes |  |

### Classifica
La classifica della regular season è la seguente:
- PCT = percentuale di vittorie, G = partite giocate, V = partite vinte,  P = partite perse, PF = punti fatti, PS = punti subiti

| Pos. | Squadra             | PCT  | G | V | N | P | PF | PS |
| ---- | ------------------- | ---- | - | - | - | - | -- | -- |
| 1    | Abu Dhabi Wildcats  | .833 | 6 | 5 | 0 | 1 | 86 | 53 |
| 2    | Dubai Barracudas    | .500 | 6 | 3 | 0 | 3 | 90 | 81 |
| 3    | Al Ain Desert Foxes | .500 | 6 | 3 | 0 | 3 | 58 | 46 |
| 4    | Dubai Stallions     | .167 | 6 | 1 | 0 | 5 | 36 | 90 |

## Playoff

### Tabellone
|  | Semifinali | Semifinali          | Semifinali |                     |    | V Desert Bowl      | V Desert Bowl | V Desert Bowl |  |
|  |            |                     |            |                     |    |                    |               |               |  |
|  | 1          | Abu Dhabi Wildcats  | 14         |                     |    |                    |               |               |  |
|  | 1          | Abu Dhabi Wildcats  | 14         |                     |    |                    |               |               |  |
|  | 4          | Dubai Stallions     | 0          |                     |    |                    |               |               |  |
|  | 4          | Dubai Stallions     | 0          |                     | 1  | Abu Dhabi Wildcats | 12            |               |  |
|  |            |                     |            |                     | 1  | Abu Dhabi Wildcats | 12            |               |  |
|  |            |                     | 3          | Al Ain Desert Foxes | 18 |                    |               |               |  |
|  | 2          | Dubai Barracudas    | 3          | Al Ain Desert Foxes | 18 | 0                  |               |               |  |
|  | 2          | Dubai Barracudas    |            |                     |    |                    |               |               |  |
|  | 3          | Al Ain Desert Foxes | 28         |                     |    |                    |               |               |  |

### Semifinali
| 3 marzo 2017 | Abu Dhabi Wildcats | 14 – 0 | Dubai Stallions |  |

| 3 marzo 2017 | Dubai Barracudas | 0 – 28 | Al Ain Desert Foxes |  |

### V Desert Bowl
| 17 marzo 2017 | Abu Dhabi Wildcats | 12 – 18 | Al Ain Desert Foxes |  |

## Verdetti
- Al Ain Desert Foxes Campioni degli Emirati Arabi Uniti 2016-2017